# 驳骨九节
驳骨九节（学名：Psychotria prainii）为茜草科九节属下的一个种。

## 扩展阅读
- 維基物種上的相關：驳骨九节